# Ligne de fuite (nouvelle)
Ligne de fuite (titre original : The Last Flight of Dr. Ain) est une nouvelle de James Tiptree, Jr. parue en 1969. Elle a été proposée pour le prix Nebula de la meilleure nouvelle courte en 1969.

## Contexte
La nouvelle, considérée comme un classique de science-fiction féministe, est incluse dans l'anthologie de Lisa Yaszek The Future is Female! 25 Classic Science Fiction Stories by Women, from Pulp Pioneers to Ursula K. Le Guin. Elle est également incluse dans l'anthologie  Best American Science Fiction and Fantasy édité par Joe Hill et John Joseph Adams en 2015 chez Mariner Books. C'est la première nouvelle avec un impact et une réception critique conséquente de James Tiptree, Jr. Selon Donna Haraway, c'est la nouvelle qui a propulsé James Tiptree Jr au rang de « star de la science-fiction ». Elle est étrangement prémonitoire de la circulation du virus de la grippe aviaire et des risques environnementaux causés par l'espèce humaine,.

## Résumé
Le docteur Ain, un brillant biologiste et chercheur renommé en armes biologiques, embarque pour un tour du monde en avion afin de propager un virus mortel qui éradiquera l'espèce humaine. Il est arrêté après son dernier discours académique expliquant qu'il a muté un virus de leucémie extrêmement contagieux pour les primates supérieur, pour des raisons environnementales.